# Acrotrichis silvatica
Acrotrichis silvatica är en skalbaggsart som beskrevs av Rosskothen 1935. Acrotrichis silvatica ingår i släktet Acrotrichis, och familjen fjädervingar. Arten är reproducerande i Sverige.